# شهرستان العماره
شهرستان العماره (به عربی: قضاء العمارة) یک شهرستان‌های عراق در عراق است که در استان میسان واقع شده‌است.
 شهرستان العماره  ۱,۲۵۰,۰۰۰ نفر جمعیت دارد.